# Cleisostoma menghaiense
Cleisostoma menghaiense är en orkidéart som beskrevs av Zhan Huo Tsi. Cleisostoma menghaiense ingår i släktet Cleisostoma, och familjen orkidéer. Inga underarter finns listade i Catalogue of Life.